# Pagara clarus
Pagara clarus är en fjärilsart som beskrevs av Augustus Radcliffe Grote och Robinson 1871. Pagara clarus ingår i släktet Pagara och familjen björnspinnare. Inga underarter finns listade i Catalogue of Life.